# Infoklick.ch
Die Schweizer Kinder- und Jugendförderung Infoklick.ch ist eine Anlaufstelle für Kinder und Jugendliche, die sich aktiv, mit eigenen Ideen sowie ihren persönlichen Ressourcen engagieren wollen.
Dabei verfolgt die gemeinnützige Organisation das Ziel, dass Kinder und Jugendliche in die Gesellschaft integriert sind, sich wohlfühlen und über optimale Bedingungen verfügen, sich zu entwickeln und ihr Leben selbständig zu gestalten, unabhängig ihrer Herkunft, ihres Glaubens, ihres Geschlechts, ihres Bildungsstandes und ihrer finanziellen Möglichkeiten.

## Geschichte
Im Frühling 1996 entstand in der Berner Vorortsgemeinde Moosseedorf die Idee, Jugendliche mit Hilfe eines Beteiligungsprojekts stärker in die Entwicklung der Gemeinde einzubinden. Nach und nach interessieren sich auch andere Orte für diese partizipative Methode.
Da das lokale Jugendsekretariat den zunehmenden Anfragen aus anderen Regionen nicht nachkommen kann, wurde am 29. Juni 1998 der Verein Klick, Tipps und Infos gegründet und die Initiative auf eine private Basis gestellt. Bereits zu diesem Zeitpunkt fanden Jugendliche Antworten und Unterstützung unter www.infoklick.ch.
Im Jahr 2001 baute der Verein eine professionell geführte Geschäftsstelle auf, nach wie vor engagieren sich in den eigenen Projekten die meisten Personen jedoch ehrenamtlich. 2002 initiierte die Organisation die Gründung des Dachverbands offene Jugendarbeit (DOJ), 2003 erfolgte der Namenswechsel zu Infoklick.ch.
2005 eröffnete der Verein in Moosseedorf ein nationales Zentrum für Kinder- und Jugendförderung Passepartout-ch, wo anschließend zahlreiche Akteure der Kinder- und Jugendarbeit angesiedelt wurden.
2006 übernahm der Verein das Mandat der Jugendförderung des Kantons Solothurn und eröffnete dort seine erste Regionalstelle. 2007 folgten weitere Filialen in Basel und Lausanne. Im gleichen Jahr übernahm die Non-Profit-Organisation die Betreuung von Tschau, eines Online-Beratungsdienstes für Jugendliche.
Mitte Juli 2008 führte der Verein in Engelberg zum ersten Mal eine Sommerakademie durch. Der Kongress für Kinder- und Jugendförderung vernetzt Fachleute aus Wissenschaft, Praxis und Verwaltung. Im September 2009 führte der Verein an der Heso Solothurn eine Sonderausstellung zum Thema „Jugend“ durch.
Seit 2011 betreibt der Verein in Zusammenarbeit mit „okaj“ zürich eine Projektstelle in Zürich.

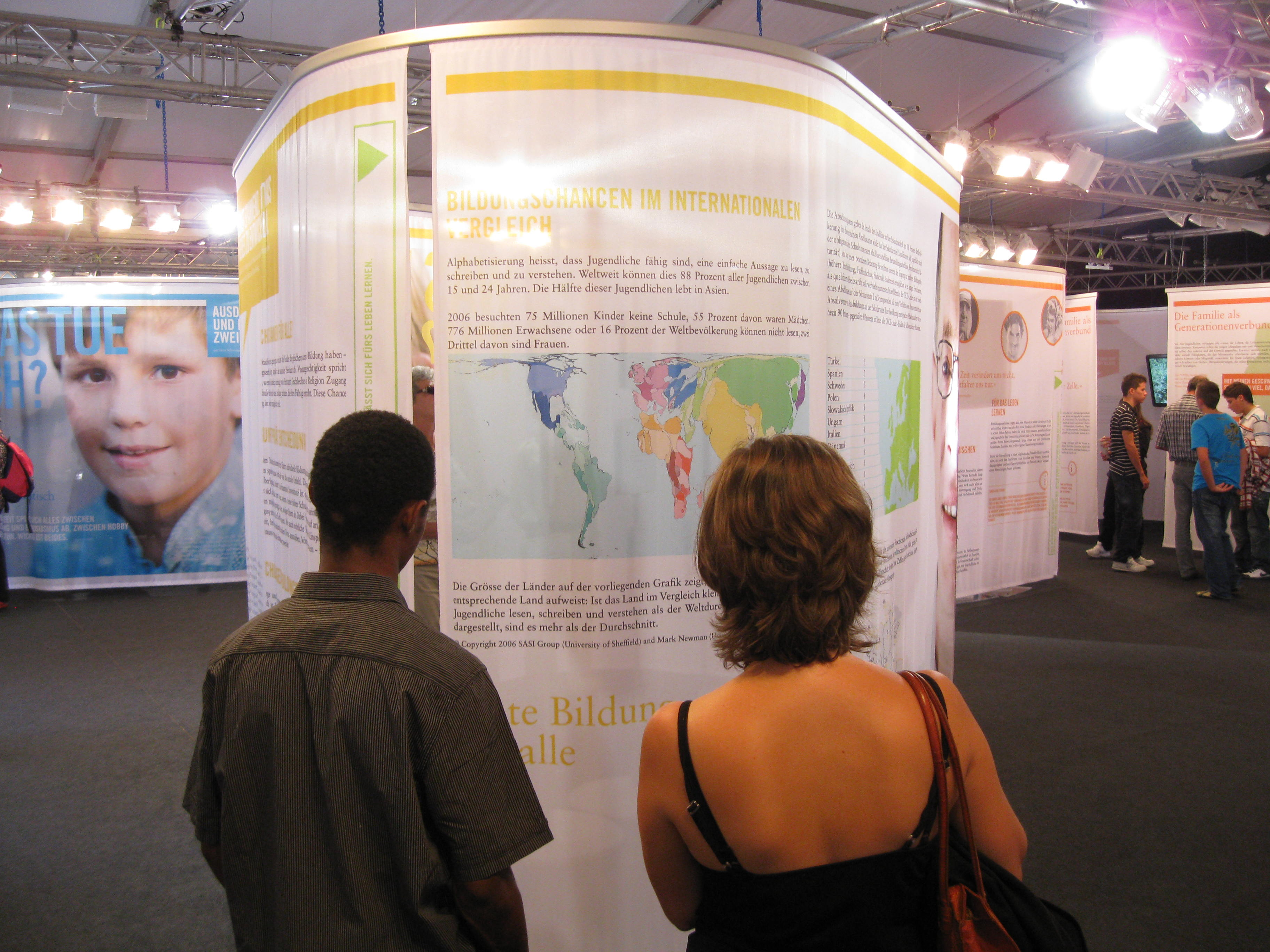
Interessierte Jugendliche
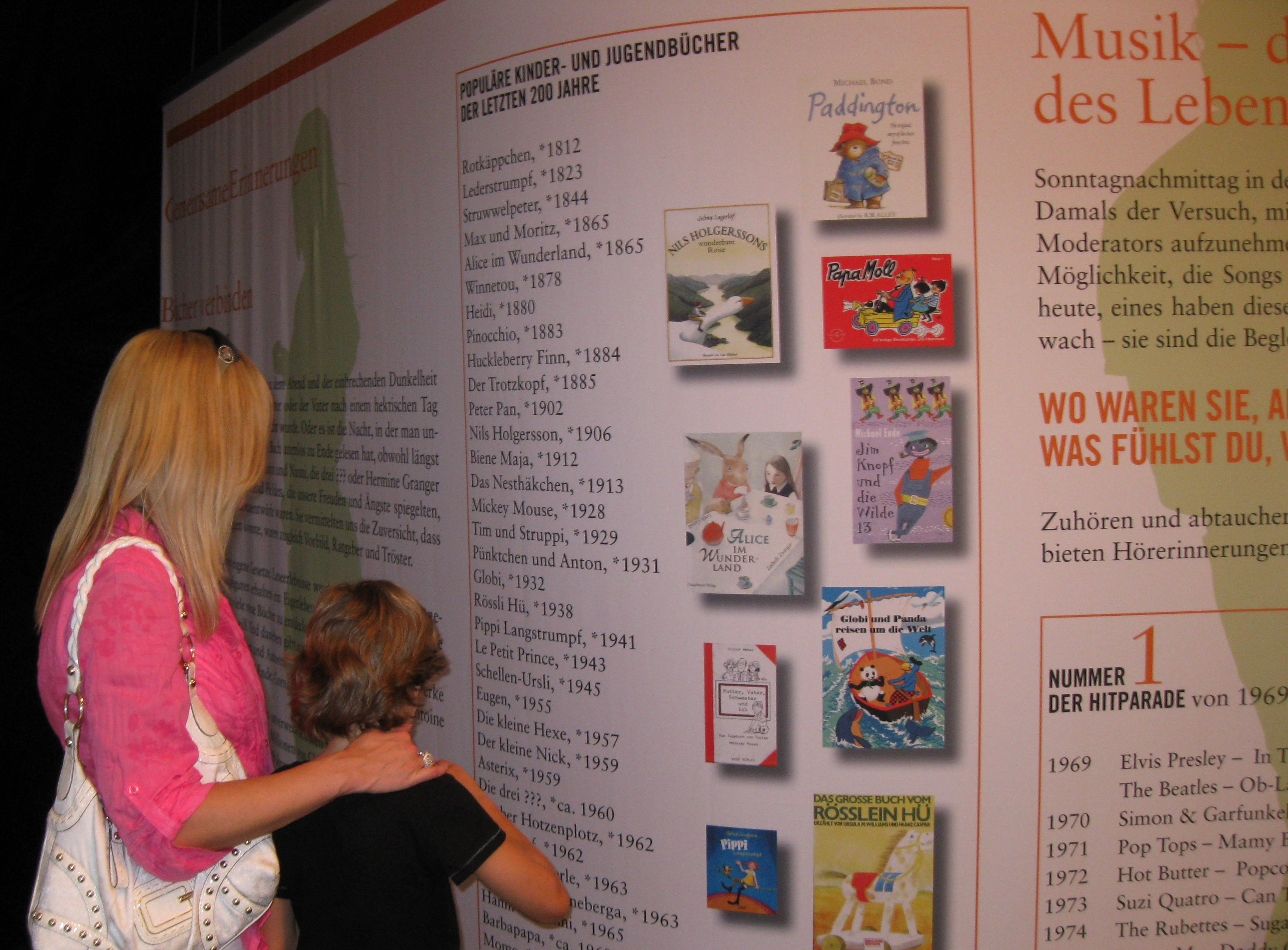
Interessierte Jugendliche und Eltern
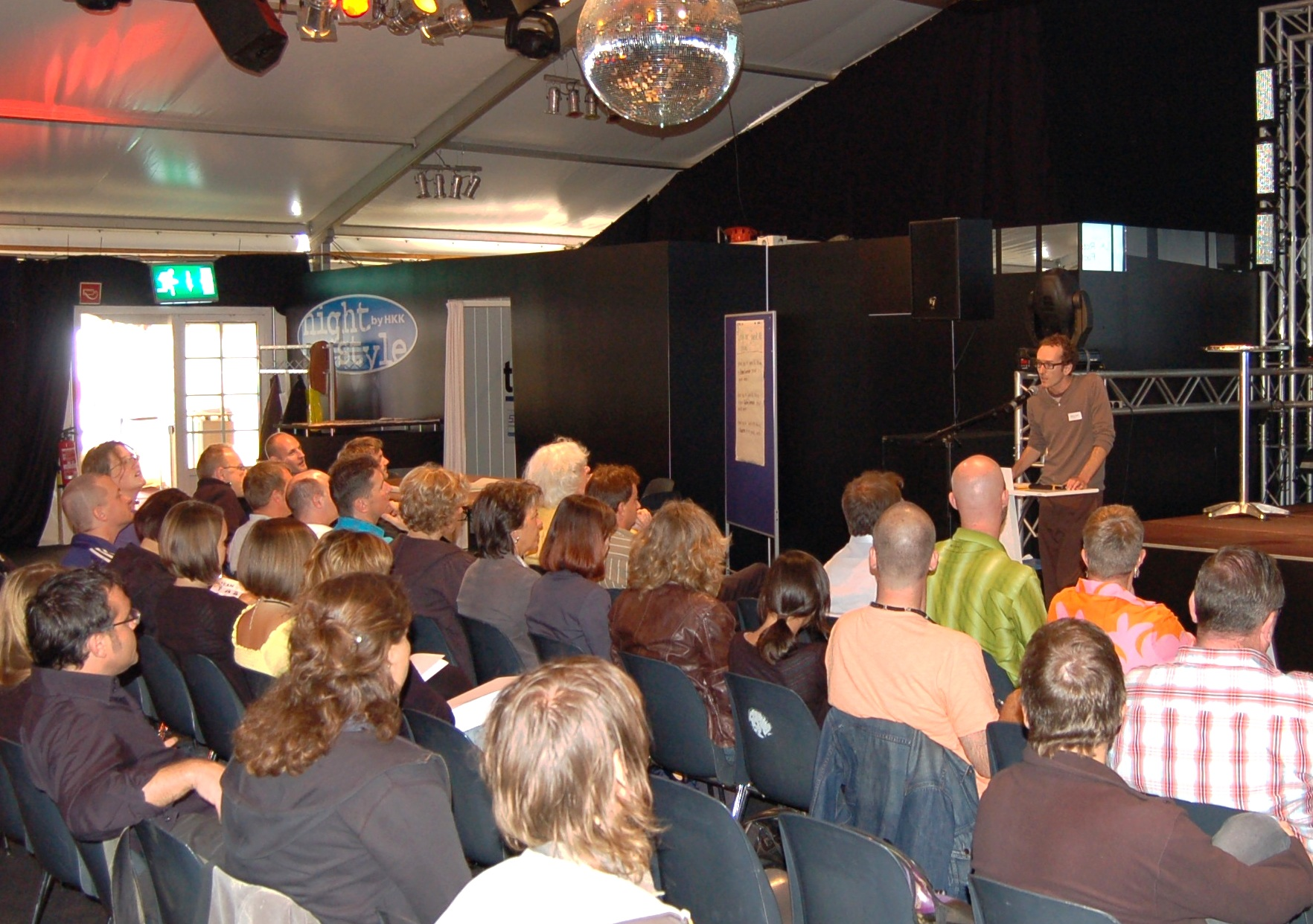
Projekte Weiterbildung

## Projekte
Der Verein betreibt und unterstützt Projekte für Kinder und Jugendliche in den drei Bereichen Information, Förderung und Politik.
- Im Bereich Information bietet die Organisation Auskünfte für sämtliche Lebensbereiche von Kindern und Jugendlichen. Ihnen sowie ihren Bezugspersonen sollen die Informationen Orientierung und Unterstützung zur Selbsthilfe bieten. Zu den grössten Angeboten in diesem Bereich zählen der Online-Beratungsdienst „Tschau“, die Vorteilskarte Infocard sowie die Online-Hausaufgabenhilfe „Lernen-mit-Spass.ch“.
- Der Bereich Förderung unterstützt Aktivitäten von Jugendlichen. Dazu gehört auch das Ermutigen von Jugendlichen sowie ihrer Bezugspersonen mit und ohne Projekterfahrung zur Mitwirkung. Die wichtigsten Angebote dieses Bereichs sind das kommunale Partizipationsprojekt „Jugend Mit Wirkung“ sowie die interkulturelle Strassenfussballliga „Buntkicktgut“.
- Im Bereich Politik betreibt der Verein vorwiegend Aufklärungsarbeit in der gesellschaftlichen Diskussion über sämtliche Themen, die für Kinder und Jugendliche relevant sind. Dabei sieht sich der Verein als unabhängiger Botschafter für Kinder und Jugendliche.

## Finanzierung
Die Finanzierung basiert auf vier Säulen:
- Mitgliederbeiträge und Spenden
- Projektaufträge und Mandate
- Eigener Kinder- und Jugendförderungsfonds
- Kooperationen mit Unternehmen

## Auszeichnungen
- 2000 prämierte die Eidgenössische Kommission für Kinder- und Jugendfragen (EKKJ) das Projekt Jugend Mit Wirkung von Infoklick.ch mit dem ersten Preis für das beste Partizipationsprojekt.
- 2004 gewann die Gemeinde Moosseedorf den Pestalozzi-Preis, weil sie Kinder und Jugendliche aktiv in die Gestaltung der Gemeinde miteinbezieht. Infoklick.ch ist bei diesen Mitwirkungsmöglichkeiten federführend.
- 2006 wählte die Schwab-Stiftung Markus Gander, den Geschäftsleiter von Infoklick.ch, zum Social Entrepreneur 2006.
- 2008 gewann Infoklick.ch für die „herausragende Integrationsarbeit“ seiner interkulturellen Strassenfussballliga Buntkicktgut den ersten Preis des Projektwettbewerbs „Dialog?!“ 2008.